# Biantes conspersus
Biantes conspersus – gatunek kosarza z podrzędu Laniatores i rodziny Biantidae.

## Występowanie
Gatunek wykazany z dawnego stanu Bombaj w Indiach.